# Dyskografia Cheryl
Dyskografia Cheryl – brytyjskiej wokalistki popowej. Artystka wydała cztery albumy studyjne, piętnaście singli oraz piętnaście teledysków, dzięki wytwórni Universal Music.
Pierwszym wydawnictwem Cole, niesygnowanym jako Girls Aloud, był utwór will.i.ama „Heartbreaker” z 2008 roku. Singel znalazł się w Top 10 oficjalnych notowań w Wielkiej Brytanii oraz Irlandii, nie zyskując sukcesu komercyjnego w pozostałych krajach. Pierwszy solowy singel Cheryl Cole zatytułowany „Fight for This Love” ukazał się w październiku 2009 i promował debiutancki album studyjny 3 Words. Kompozycja zyskała komercyjny sukces zarówno w rodzimym kraju wokalistki, stając się jej pierwszym solowym singlem numer jeden, jak i w krajach europejskich zajmując pozycje w Top 10 w Danii, Holandii, Francji, Niemczech oraz Polsce. Kolejne dwa single promujące wydawnictwo również zyskały komercyjny sukces, zajmując pozycje w Top 5 notowania UK Singles Chart. Wydawnictwo 3 Words odznaczone zostało certyfikatem potrójnej platyny w Wielkiej Brytanii za sprzedaż przekraczającą 900.000 egzemplarzy.
Drugi solowy album artystki, Messy Little Raindrops ukazał się w październiku 2010 roku i zadebiutował na szczycie zestawienia najlepiej sprzedających się albumów w Wielkiej Brytanii. Wydawnictwo odznaczone zostało certyfikatem platynowej płyty przez British Phonographic Industry, a promowane było przez dwa single - „Promise This” i balladę „The Flood”. Pierwsza z piosenek zyskała sukces, zajmując szczytowe pozycje w rodzimym kraju wokalistki oraz Irlandii, druga - nie powtórzyła sukcesu poprzednika stając się najgorzej notowanym singlem Cole w Wielkiej Brytanii. W czerwcu 2012 światło dzienne ujrzał trzeci album studyjny wokalistki, A Million Lights sygnowany jedynie jej imieniem. Wydawnictwo zadebiutowało na pozycji drugiej notowania UK Albums Chart i zyskało status złotej płyty w rodzimym kraju wokalistki. Z albumu pochodzą single „Call My Name”, wyprodukowany przez Calvina Harrisa, stał się jej trzecim singlem numer jeden oraz sprzedając w pierwszym tygodniu sprzedaży około 152,001 kopii w Wielkiej Brytanii, stał się on najszybciej sprzedającym się singlem roku w Wielkiej Brytanii. Drugim singlem został „Under the Sun”, wydany 2 września nie zdobył dużej popularności i zawędrował jedynie do miejsca trzynastego w Wielkiej Brytanii.

## Albumy studyjne
| 3 Words                                                         | - Wydany: 23 października 2009 - Wytwórnia: Fascination, Polydor - Format: CD, digital download | 1 | 31 | 26 | 53 | 45 | 2 | 49 | 52 | - UK: 3× platyna - IRL: 2× platyna | - UK: 1.000.000 |
| Messy Little Raindrops                                          | - Wydany: 29 października 2010 - Wytwórnia: Polydor - Format: CD, digital download              | 1 | –  | –  | –  | –  | 2 | –  | –  | - UK: Platyna - IRL: Platyna       | - UK: 500.000   |
| A Million Lights                                                | - Wydany: 15 czerwca 2012 - Wytwórnia: Polydor - Format: CD, digital download                   | 2 | 39 | –  | –  | –  | 2 | –  | –  | - UK: Złoto                        | - UK: 100.000   |
| Only Human                                                      | - Wydany: 7 listopada 2014 - Wytwórnia: Polydor - Format: CD, digital download                  | 7 | –  | –  | –  | –  | 9 | –  | –  | - UK: Srebro                       |                 |
| "–" oznacza, że album nie był notowany, bądź nie został wydany. |                                                                                                 |   |    |    |    |    |   |    |    |                                    |                 |

## Minialbumy
- 3 Words: The B-Sides (2010)[15]

## Single

### Jako główna artystka
| Rok                                                  | Tytuł                                         | Najwyższe pozycje na listach | Najwyższe pozycje na listach | Najwyższe pozycje na listach | Najwyższe pozycje na listach | Najwyższe pozycje na listach | Najwyższe pozycje na listach | Najwyższe pozycje na listach | Najwyższe pozycje na listach | Najwyższe pozycje na listach | Certyfikaty                             | Album                  |
| Rok                                                  | Tytuł                                         | POL                          | UK                           | AUS                          | AUT                          | FRA                          | GER                          | IRL                          | NLD                          | SWI                          | Certyfikaty                             | Album                  |
| ---------------------------------------------------- | --------------------------------------------- | ---------------------------- | ---------------------------- | ---------------------------- | ---------------------------- | ---------------------------- | ---------------------------- | ---------------------------- | ---------------------------- | ---------------------------- | --------------------------------------- | ---------------------- |
| 2009                                                 | „Fight for This Love”                         | 3                            | 1                            | 54                           | 4                            | 7                            | 4                            | 1                            | 5                            | 3                            | - UK: Platyna - GER: Złoto - SWI: Złoto | 3 Words                |
| 2009                                                 | „3 Words” (gościnnie: will.i.am)              | –                            | 4                            | 5                            | 56                           | –                            | 27                           | 7                            | 32                           | –                            | - UK: Srebro - AUS: Platyna             | 3 Words                |
| 2010                                                 | „Parachute”                                   | 2                            | 5                            | –                            | –                            | –                            | 78                           | 4                            | –                            | –                            | - UK: Złoto                             | 3 Words                |
| 2010                                                 | „Promise This”                                | –                            | 1                            | 78                           | –                            | –                            | –                            | 1                            | –                            | –                            | - UK: Złoto                             | Messy Little Raindrops |
| 2011                                                 | „The Flood”                                   | –                            | 18                           | 27                           | –                            | –                            | –                            | 26                           | –                            | –                            | –                                       | Messy Little Raindrops |
| 2012                                                 | „Call My Name”                                | –                            | 1                            | 49                           | –                            | –                            | –                            | 1                            | 97                           | –                            | - UK: Złoto                             | A Million Lights       |
| 2012                                                 | „Under the Sun”                               | –                            | 13                           | –                            | –                            | –                            | –                            | 16                           | –                            | –                            | - UK: Srebro                            | A Million Lights       |
| 2014                                                 | „Crazy Stupid Love” (gościnnie: Tinie Tempah) | –                            | 1                            | 43                           | –                            | –                            | –                            | 1                            | –                            | –                            | - UK: Złoto                             | Only Human             |
| 2014                                                 | „I Don't Care”                                | –                            | 1                            | 38                           | –                            | –                            | –                            | 4                            | –                            | –                            | - UK: Złoto                             | Only Human             |
| 2015                                                 | „Only Human”                                  | –                            | 70                           | –                            | –                            | –                            | –                            | –                            | –                            | –                            |                                         | Only Human             |
| 2018                                                 | „Love Made Me Do It”                          | –                            | 19                           | –                            | –                            | –                            | –                            | 32                           | –                            | –                            |                                         | TBA                    |
| 2019                                                 | „Let You”                                     | –                            | 57                           | –                            | –                            | –                            | –                            | 73                           | –                            | –                            |                                         | TBA                    |
| "–" singel nie był notowany, bądź nie został wydany. |                                               |                              |                              |                              |                              |                              |                              |                              |                              |                              |                                         |                        |

### Z gościnnym udziałem
| Rok                                                  | Tytuł                                                                   | Najwyższe pozycje na listach | Najwyższe pozycje na listach | Najwyższe pozycje na listach | Najwyższe pozycje na listach | Najwyższe pozycje na listach | Najwyższe pozycje na listach | Najwyższe pozycje na listach | Album             |
| Rok                                                  | Tytuł                                                                   | UK                           | AUS                          | AUT                          | GER                          | IRL                          | NLD                          | SWI                          | Album             |
| ---------------------------------------------------- | ----------------------------------------------------------------------- | ---------------------------- | ---------------------------- | ---------------------------- | ---------------------------- | ---------------------------- | ---------------------------- | ---------------------------- | ----------------- |
| 2008                                                 | „Heartbreaker” (will.i.am oraz Cheryl Cole)                             | 4                            | –                            | –                            | –                            | 7                            | –                            | –                            | Songs About Girls |
| 2010                                                 | „Everybody Hurts” (jako członkini Helping Haiti)                        | 1                            | 28                           | 23                           | 16                           | 1                            | –                            | 16                           | –                 |
| 2010                                                 | „Check It Out (Special Mix)” (will.i.am oraz Nicki Minaj & Cheryl Cole) | 11                           | 21                           | –                            | –                            | 14                           | 67                           | –                            | –                 |
| "–" singel nie był notowany, bądź nie został wydany. |                                                                         |                              |                              |                              |                              |                              |                              |                              |                   |

## Inne notowane utwory
| Rok  | Tytuł                                | Pozycja | Album            |
| Rok  | Tytuł                                | UK      | Album            |
| ---- | ------------------------------------ | ------- | ---------------- |
| 2009 | „Boy Like You” (gościnnie will.i.am) | 105     | 3 Words          |
| 2009 | „Don't Talk About This Love”         | 177     | 3 Words          |
| 2009 | „Happy Hour”                         | 161     | 3 Words          |
| 2009 | „Heaven” (gościnnie will.i.am)       | 122     | 3 Words          |
| 2009 | „Make Me Cry”                        | 154     | 3 Words          |
| 2009 | „Rain on Me”                         | 135     | 3 Words          |
| 2009 | „Stand Up”                           | 112     | 3 Words          |
| 2012 | „Screw You” (gościnnie Wretch 32)    | 100     | A Million Lights |

## Teledyski
| Rok  | Tytuł                           | Reżyser         |
| ---- | ------------------------------- | --------------- |
| 2009 | „Fight for This Love”           | Ray Kay         |
| 2009 | „3 Words” (wersja nieoficjalna) | Vincent Haycock |
| 2009 | „3 Words” (wersja oficjalna)    | Saam            |
| 2010 | „Parachute”                     | AlexandLiane    |
| 2010 | „Promise This”                  | Sophie Muller   |
| 2011 | „The Flood”                     | Sophie Muller   |
| 2012 | „Call My Name”                  | Anthony Mandler |
| 2012 | „Under the Sun”                 | Anthony Mandler |
| 2012 | „Ghetto Baby”                   | Rankin          |
| 2014 | „Crazy Stupid Love"             | Colin Tilley    |
| 2014 | „I Don't Care"                  | Colin Tilley    |
| 2015 | „Only Human"                    | Chris Sweeney   |
| 2018 | „Love Made Me Do It"            | Sophie Muller   |
| 2019 | „Let You"                       |                 |

### Z gościnnym udziałem
| Rok  | Tytuł                        | Artysta                                    | Reżyser       |
| ---- | ---------------------------- | ------------------------------------------ | ------------- |
| 2008 | „Heartbreaker”               | will.i.am (oraz Cheryl Cole)               | Toben Seymour |
| 2010 | „Everybody Hurts”            | Helping Haiti                              | Joseph Kahn   |
| 2010 | „Check It Out (Special Mix)” | will.i.am (oraz Nicki Minaj & Cheryl Cole) | Rich Lee      |